# ألان ويلسون (لاعب دوري الرغبي)
ألان ويلسون (بالإنجليزية: Alan Wilson)‏ هو لاعب دوري الرغبي أسترالي، ولد في 25 سبتمبر 1967.